# Amstel Gold Race 1998
La 33ª edición de la Amstel Gold Race se disputó el 25 de abril de 1998 en la provincia de Limburg (Países Bajos). La carrera constó de una longitud total de 257 km, con inicio y final en Maastricht.
El vencedor fue el suizo Rolf Jaermann (Casino) fue el vencedor de esta edición al imponerse al sprint a su compañero de escapada, el holandés Maarten den Bakker (Rabobank). El italiano Michele Bartoli (Asics-CGA) completó el podio. 

## Clasificación final
| Pos. | Ciclista             | Equipo            | Tiempo     |
| ---- | -------------------- | ----------------- | ---------- |
| 1    | Rolf Jaermann        | Casino            | 6h 43' 20" |
| 2    | Maarten den Bakker   | Rabobank          | m. t.      |
| 3    | Michele Bartoli      | Asics-CGA         | + 21"      |
| 4    | Michael Boogerd      | Rabobank          | + 21"      |
| 5    | Bo Hamburger         | Casino            | + 21"      |
| 6    | Germano Pierdomenico | Cantina Tollo     | + 32"      |
| 7    | Laurent Dufaux       | Team Telekom      | m. t.      |
| 8    | Andrei Tchmil        | Lotto             | + 2' 27"   |
| 9    | Alberto Elli         | Casino            | m. t.      |
| 10   | Andrea Ferrigato     | Vitalicio Seguros | m. t.      |